# Zone archéologique de la via Casimiro
La zone archéologique de la via Casimiro est située dans le centre historique de Brindisi (province de Brindisi),.

## Historique
La découverte a été faite en 1957 lors de la construction de l'ancien Istituto Autonomo Case Popolari, mettant au jour les vestiges d'un édifice public de l'Empire romain (IIe siècle) et les sols d'habitations datant de la République romaine (IIe et Ier siècles av. J.-C.). Les fouilles archéologiques se sont poursuivies jusqu'en 1959 et ont toutes conduit à une modification de la conception initiale du bâtiment, avant de créer des toitures partielles en 1962, comme le portique du bâtiment IACP et un viaduc sur la Via Casimiro.

## Description

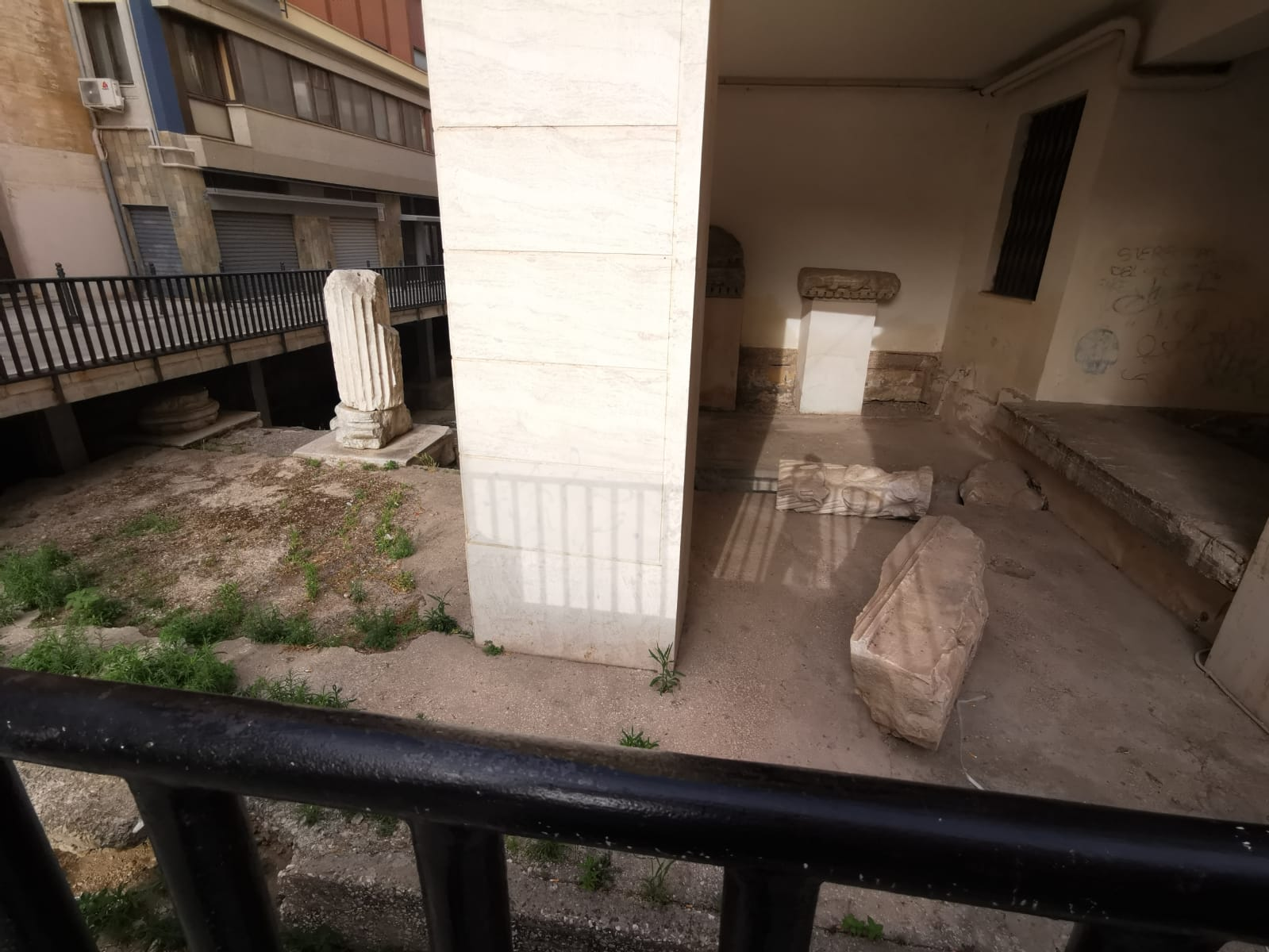

Aujourd'hui, s'y trouve les vestiges en marbre du portique d'un édifice monumental, posés sur des socles en béton. À -1,60 m se trouvent les restes du sol de l'époque impériale, constitué d'opus signinum, mais en partie détérioré par les agents atmosphériques et la croissance de plantes spontanées. Au niveau inférieur se trouvent les restes du sol de l'époque républicaine, appartenant vraisemblablement à des maisons, démolies ensuite pour faire place à l'édifice de l'époque de Trajan.
Le sol de l'époque républicaine du côté ouest est en faïence décorée d'écailles blanches irrégulières. Du côté est cependant sous le viaduc, on peut voir un sol décoré d'une mosaïque avec un réseau de carreaux noirs entourés chacun de quatre carreaux blancs. Au centre se trouve un emblème décoré polychrome, entouré d'un cadre de 1,20 m de côté composé de deux rangées de carreaux noirs et, entre elles, d'un motif désormais illisible de carreaux noirs. Sur quatre rangées à intervalles réguliers se trouvent également 16 coquilles en forme de spirale, sectionnées et remplies de pâte de verre colorée. Le raffinement du panneau central suggère qu'il appartenait à un triclinium. À l'extrême est de la zone, on distingue la base d'un mur constitué de gros blocs de tuf équarris, sous une maçonnerie en opus listata. Une brèche a été ouverte dans ce mur, puis refermée.
Les fouilles ont également mis au jour certaines découvertes conservées au Museo archeologico provinciale Francesco Ribezzo (it), comme la dalle d'un autel votif représentant un oiseau picorant une branche et un sarcophage chrétien en pierre locale, avec des croix en relief aux bras égaux et la dalle de couverture brisée. Ils remontent au VIIe siècle et proviennent de l'église San Pelino. De nombreux fragments de plâtre, des amphores, des lampes, des fragments de marbre et une tête en marbre de l'époque de Marc Aurèle, attribués à Antinoüs et conservés au musée archéologique national de Tarente, ont pareillement été retrouvés.

## Galerie

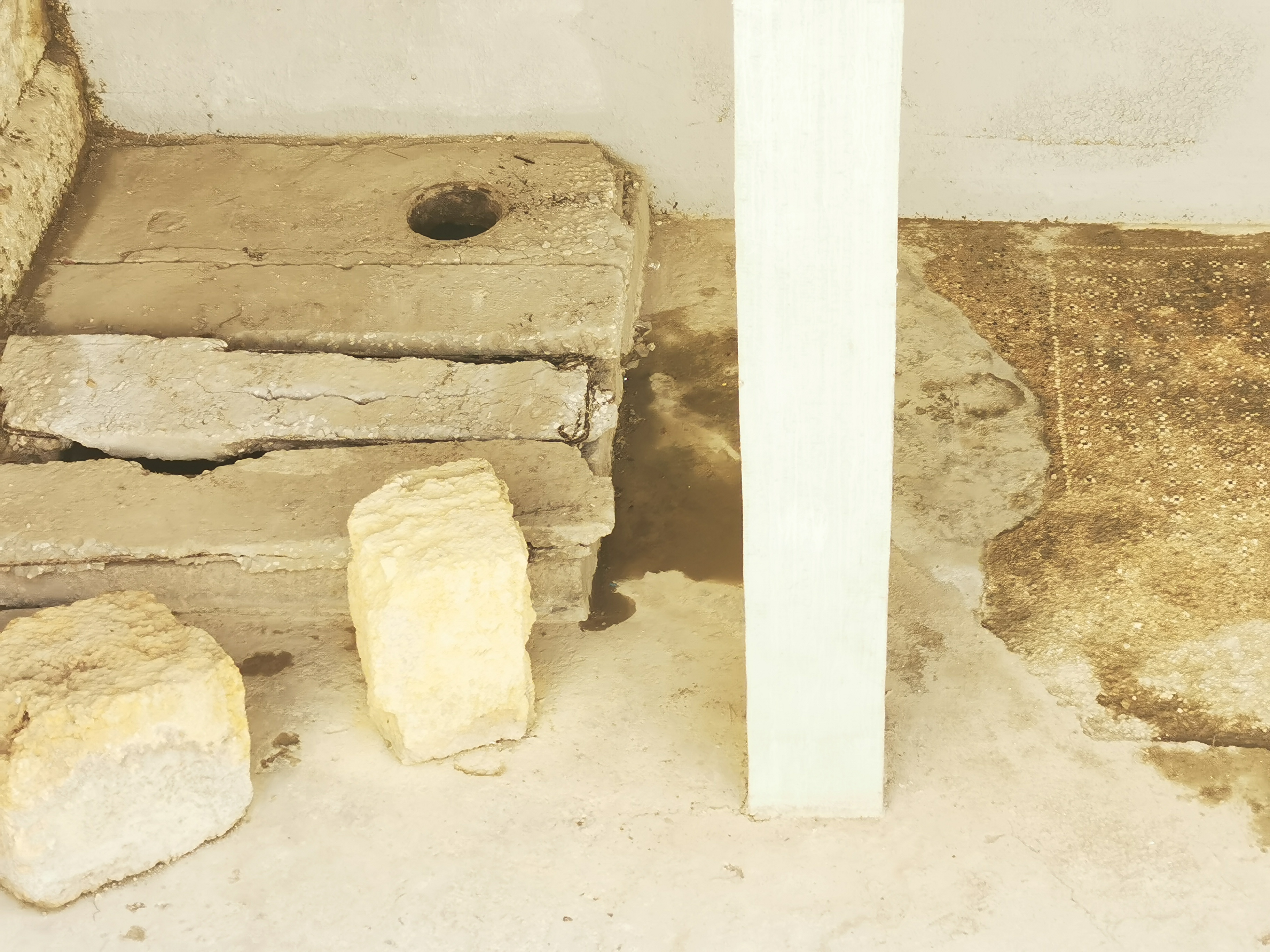
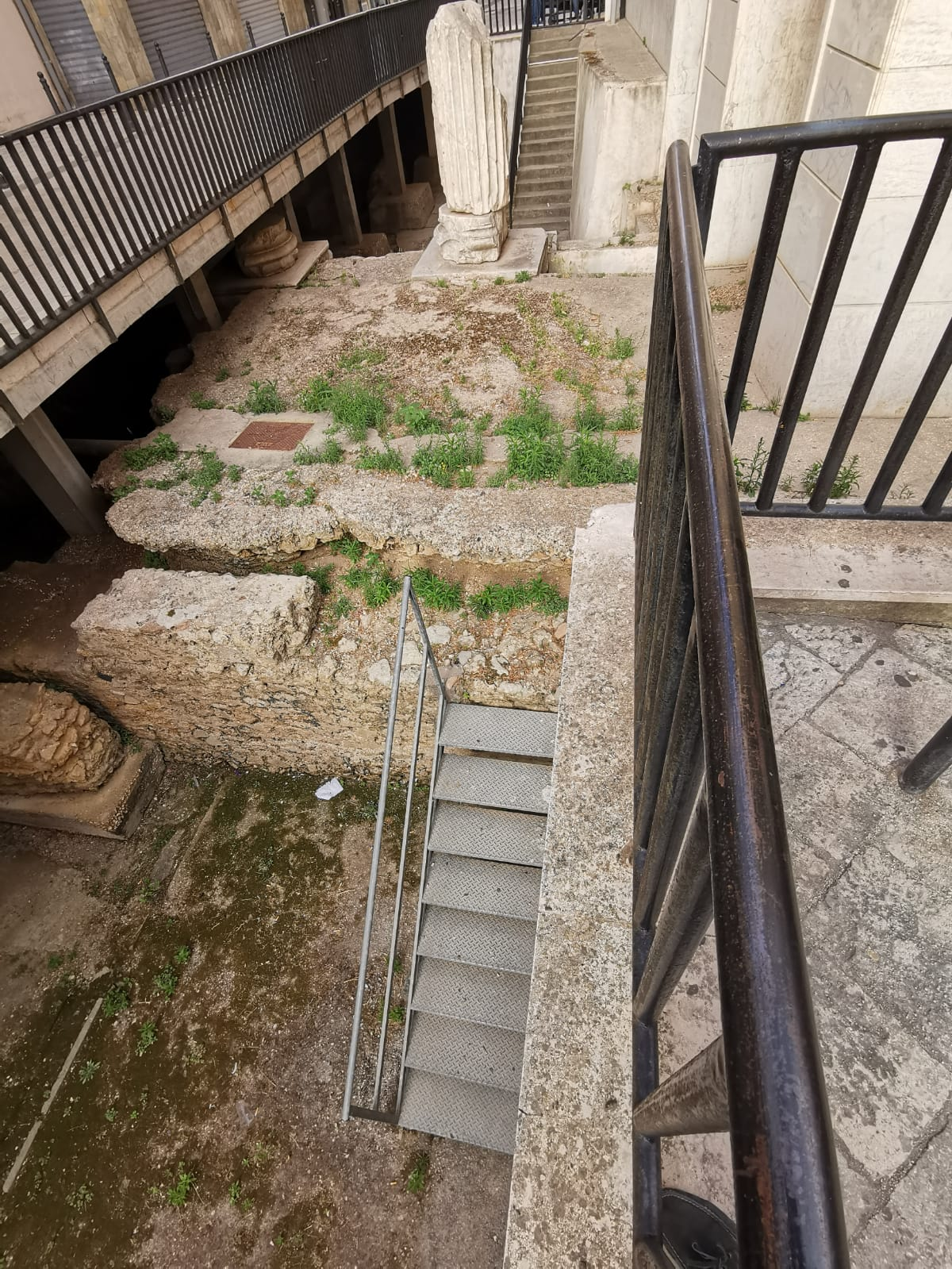